# Гегаркуник (село)
Гегаркуник (арм. Գեղարքունիք) — село в Гегаркуникской области Армении.

## География
Село расположено в западной части марза, на берегу реки Гегаркуник, к западу от автодороги , на расстоянии 8 километров к югу от города Гавар, административного центра области. Абсолютная высота — 2075 метров над уровнем моря.

### Климат
Климат характеризуется как умеренно холодный, влажный (Dfb в классификации климатов Кёппена). Среднегодовая температура воздуха составляет +3,3 °C. Средняя температура самого холодного месяца (января) составляет −8,2 °С, самого жаркого месяца (августа) — +14,7 °С. Расчётная многолетняя норма атмосферных осадков — 1232 мм. Наибольшее количество осадков выпадает в июне (153 мм).

## Население
Численность постоянного населения по состоянию на 1 января 2024 года составляла 1821 человек.
| Год переписи | Население          | Население          | Население          | Население            | Население            | Население            |
| Год переписи | Наличное население | Наличное население | Наличное население | Постоянное население | Постоянное население | Постоянное население |
| Год переписи | Всего              | Мужчины            | Женщины            | Всего                | Мужчины              | Женщины              |
| ------------ | ------------------ | ------------------ | ------------------ | -------------------- | -------------------- | -------------------- |
| 2001         | 1693               | 813                | 880                | 1880                 | 951                  | 929                  |
| 2011         | 1290               | 521                | 769                | 1654                 | 824                  | 830                  |

| Год  | Численность | Численность |
| ---- | ----------- | ----------- |
| 1831 | 178         | [ 8 ]       |
| 1897 | 797         | [ 8 ]       |
| 1926 | 1040        | [ 8 ]       |
| 1939 | 1533        | [ 8 ]       |
| 1959 | 1437        | [ 8 ]       |
| 1970 | 1614        | [ 8 ]       |
| 1979 | 1647        | [ 8 ]       |
| 1989 | 1732        | [ 8 ]       |
| 2001 | 1880        | [ 8 ]       |
| 2011 | 1654        | [ 9 ]       |